# Tamás Molnár
Tamás Molnár, nacido en Szeged el 2 de agosto de 1975, jugador internacional húngaro de waterpolo.

## Biografía
Fue nombrado waterpolista del año en 1998, y realizó su debut con la selección húngara de waterpolo en 1997.

## Clubs
- NIS-Naftagas-Becsej
- UTE
- Domino Honvéd SE ( Hungría)
- VK Jug Dubrovnik ( Croacia)
- Szeged Beton VE

## Palmarés
Como jugador de la selección húngara de waterpolo
- Oro en los juegos olímpicos de Pekín 2008
- Plata en el campeonato mundial de waterpolo Melbourne 2007
- Plata en la FINA World League en Berlín en 2007
- Plata en la FINA World Cup en Budapest en 2006
- Plata en el campeonato mundial de waterpolo Montreal 2005
- Oro en los juegos olímpicos de Atenas 2004
- Oro en el campeonato mundial de waterpolo Barcelona 2003
- Oro en la FINA World League en Nueva York en 2003
- Plata en la FINA World Cup en Belgrado en 2002
- Oro en los juegos olímpicos de Sídney 2000